# Curial et Guelfe
 (mars 2025).
Si vous disposez d'ouvrages ou d'articles de référence ou si vous connaissez des sites web de qualité traitant du thème abordé ici, merci de compléter l'article en donnant les références utiles à sa vérifiabilité et en les liant à la section « Notes et références ».
Curial et Guelfe (Curial e Güelfa en catalan) est, avec Tirant le Blanc, l'un des romans chevaleresques  les plus importants écrits en catalan. C'est en 1876 que Manuel Milà i Fontanals a signalé pour la première fois l'existence de ce manuscrit anonyme sans titre, rédigé entre 1432 et 1468. En 1901, Antoni Rubió i Lluch l'a publié pour la première et lui a donné ce titre, reprenant les noms des deux héros de l'œuvre. Plus tard, il a été à nouveau édité par Ramon Aramon (1930-33) et par Ramon Miquel i Planas et Alfons Par (1932). Édition critique de Ramon Aramon renouvelée, Barcelona, Els Nostres Clàssics, 2018.

## Structure et argument
Le roman, divisé en trois livres, narre les faits d'armes et les infortunes de Curial, le protagoniste, qui s'insèrent dans le cadre d'une trame amoureuse dominée par la jalousie de Guelfe. Fuyant le merveilleux, sauf à travers les rêves, ce roman est fort différent des romans de chevalerie tellement en vogue du Moyen Âge à la pré-Renaissance. Son auteur anonyme, pleinement conscient de son rôle d'écrivain, nous offre, avec des matériaux divers, historiques et légendaires, traités de façon très personnelle, un magnifique roman réaliste —sauf dans ses rares parties oniriques—, chevaleresque, courtisan et sentimental, conforme aux goûts du XVe siècle.
Le premier raconte comment Curial donc, jeune homme né dans une famille italienne noble mais pauvre, devient le protégé du marquis de Montferrat, son seigneur naturel, qui lui donne une éducation soignée. Il est protégé aussi par Guelfe, jeune veuve de quinze ans, sœur du Marquis. L'intérêt que lui porte la jeune femme suscite des jalousies, et Curial doit s'éloigner de sa protectrice, alors qu'un tendre et solide sentiment a vu le jour entre les deux jeunes gens. C'est le début d'une série d'aventures chevaleresques qui formeront le jeune homme. Il est accompagné par l'une des suivantes de Guelfe, Arta, qui prend le pseudonyme de Fête. Curial gagne l'Autriche où il prend part à un combat judiciaire, pour défendre la femme du duc d'Autriche, fille du duc de Bavière, accusée injustement d'adultère. Le jeune homme ayant vaincu, le duc de Bavière lui offre la main de son autre fille, la très belle Lachésis, qui est tombée amoureuse du héros. Bien que Curial n'ait pas accepté l'offre du Duc, Guelfe apprend la chose et se laisse aller à la jalousie, puis se retire dans un monastère. Lorsque le jeune homme revient à Montferrat, il se livre à diverses prouesses au cours des joutes qu'on y célèbre. C'est à son tour d'être jaloux de Bouche de Fare, qui prétend à la main de Guelfe.
Le deuxième livre, bien plus alerte que le précédent grâce à la diversité des aventures, le panache des tournois, l'élégance et l'éclat des fêtes, commence par le voyage de Curial qui se rend au tournoi de Melun convoqué par le roi de France, accompagné de Fête, qu'il doit défendre contre divers chevaliers errants. Outre les épisodes qui jalonnent le trajet, entre lesquels il faut noter la visite d'un couvent de religieuses, l'auteur nous relate la brillante prestation des chevaliers aragonais qui combattent à Melun aux côtés du roi Pierre le Grand. Curial y est également l'objet des assiduités de Lachésis, présente à Melun. Le jeune homme, qui s'est joint aux Aragonais, obtient ensuite un franc succès à Paris, surtout après avoir vaincu le Sanglier de Vilahir, un terrible chevalier. Les jaloux œuvrent encore contre Curial, qui se voit repoussé par le roi de France et par Guelfe elle-même. Il retourne de nouveau à Montferrat, mais la jeune femme jure de ne lui rendre ses faveurs que si toute la cour du Puy-Notre-Dame (l'un des noms médiévaux, avec celui de Puy-Sainte-Marie, de l'actuel Puy-en-Velay) lui demande grâce en son nom.
Dans le troisième et dernier livre, après un voyage en Terre sainte et en Grèce —où Curial fait un étrange rêve près du mont Parnasse—, notre héros essuie un naufrage sur les côtes de Berbérie, tout comme Tirant le Blanc. Il est captif pendant six ans dans le royaume de Tunis, où Qamar, la fille de son maître, s'éprend de lui. Promise au roi de Tunis, dont elle ne veut pas, et devant l'indifférence de Curial, la jeune fille se suicide, non sans avoir au préalable découvert à son aimé l'emplacement d'un fabuleux trésor. Sur l'intervention de divers nobles chrétiens Curial est libéré, après avoir combattu contre des lions, et il retourne riche à Montferrat, où il retrouve une Guelfe toujours aussi intraitable. Après de nombreux exploits contre les Turcs, qui envahissent l'Empire, il obtient enfin le pardon de Guelfe au Puy-Notre-Dame et l'épouse.

## Réalisme et vraisemblance
Curial et Guelfe est une histoire d'amour et de combats. Le roman présente la naissance et l'évolution d'un héros d'humble origine qui parvient à gagner la gloire et l'honneur qui conviennent à un chevalier.  Ces caractéristiques rapprochent le héros de Tirant le Blanc. Tout comme ce dernier, Curial se fatigue, est blessé et l'emporte parce qu'il est le plus habile et sait comment porter des coups efficaces. Il observe dès le début du combat la technique de ses adversaires, et agit en conséquence.
Le roman obéit aux contraintes du monde réel, et ce n'est que très rarement qu'il s'écarte de la vraisemblance; et encore, même dans ces occasions, l'entorse peut se justifier par un souci littéraire ou esthétique. Si Curial gravit les différents degrés de la chevalerie, c'est, du moins au début, grâce au soutien financier de Guelfe.

## Le style
La langue de Curial et Guelfe est à la fois savante et populaire. On y trouve un mélange de néologismes et d'archaïsmes, les uns suivant parfois les autres, dans un style binaire, fort prisé à l'époque.
La sensualité qui se dégage de certains personnages féminins, qui n'atteint cependant jamais l'intensité de ceux que l'on trouve dans Tirant le Blanc, la fluidité des dialogues, les métaphores et les images souvent heureuses, l'usage fréquent de proverbes et d'expressions populaires, en même temps que le côté artificiel et faussement érudit de certains paragraphes du troisième livre, ainsi que les interrogations et les exclamations du narrateur visant à se rapprocher du lecteur, sont autant d'éléments linguistiques et stylistiques qui caractérisent ce roman et lui donnent son allure fort originale.

## L'auteur
Il existe diverses hypothèses au sujet de l'auteur de Curial et Guelfe, mais aucune n'est réellement satisfaisante ; il est très difficile ne serait-ce que de connaître son lieu d'origine ou le lieu où il a écrit son roman. Les différences dialectales du catalan littéraire de l'époque étaient si minimes, voire inexistantes, que l'on ne saurait trancher entre la Catalogne stricte, Valence ou le royaume de Naples, où résidait alors le roi d'Aragon, Alphonse le Magnanime ; certains ont même pensé que l'on avait pu le rédiger en Bourgogne. Un chercheur comme Jaume Riera i Sans est allé jusqu'à affirmer que le roman était apocryphe, et qu'en réalité il avait été écrit au XIXe siècle par celui qui se serait prétendu son découvreur, Manuel Milà i Fontanals. Cette dernière hypothèse a été rejetée par des soigneuses études paléographiques, codicologiques, linguistiques et littéraires qui démontrent une rédaction et une mise en texte du XVe siècle et une reliure du 1500[réf. nécessaire].
En 2016, le chercheur Abel Soler, dans sa thèse de l'université de Valence, propose Enyego d'Àvalos (1414-1484; Íñigo Dávalos en espagnol, Inico d'Avalos en italien), chevalier et homme de lettres de la cour valencienne d'Alphonse le Magnanime, puis ambassadeur d'Aragon à Milan et grand camerlingue à Naples.
La thèse d'Abel Soler a été contestée[réf. nécessaire].